# Parafia Świętego Krzyża w Węgorzewie
Parafia Świętego Krzyża w Węgorzewie – parafia greckokatolicka w Węgorzewie, w dekanacie węgorzewskim, należącym do eparchii olsztyńsko-gdańskiej. Jej siedziba mieści się przy ulicy Turystycznej 11.

## Historia
Parafia została założona w 1965, a pierwsza Święta Liturgia miała miejsce 12 lutego 1965. Nabożeństwa były sprawowane w rzymskokatolickim kościele św. Piotra i Pawła w Węgorzewie i początkowo odbywały się jedynie okazjonalnie. W 1976 obsługę parafii rozpoczęli pełnić księża bazylianie, od tego czasu zaczęto sprawowanie liturgii w każdą niedzielę.
1 grudnia 1983 przez parafię został wydzierżawiony ewangelicki kościół św. Krzyża, a 4 grudnia tego roku miała w nim miejsce pierwsza Święta Liturgia. Wnętrze budynku od początku lat 90. rozpoczęto przystosowywać do liturgii obrządku wschodniego. Ewangelicy pozostali użytkownikami kaplicy oraz pokoju, które zlokalizowane są w przyziemiu obiektu. W 1998 kościół został sprzedany grekokatolikom, a ewangelicy w dalszym ciągu mają prawo korzystać z dolnej kaplicy.
W 2010 do parafii należało około 500 rodzin.